# 山崎義苗
山崎 義苗（やまざき よしたね）は、江戸時代中期の交代寄合表向御礼衆。備中国成羽領7代領主。

## 生涯
宝暦13年（1763年）1月8日 、備中国成羽領5代領主山崎義俊の三男として江戸で生まれる。母は義俊の側室。正室はなし。父方の従弟に豊後国森藩8代藩主久留島通嘉がいる。
安永8年（1779年）4月23日に兄義孝が嗣子なく没したため、同年7月5日、家督である成羽領5,000石を相続した。同年8月21日に家督相続許可の御礼として徳川家治に拝謁している。天明元年（1781年）6月15日、領地である成羽へのお国入りを許可されたが、翌7月26日に急逝した。享年19歳。家督は次弟の義徳が養子となり相続した。

## 系譜
- 父：山崎義俊（備中国成羽領5代領主）
- 母：側室
- 正室：なし
  - 養子（実弟）：山崎義徳（1769-1813） －備中国成羽領8代領主